# Leonora Milà
Milà  Romeu est un nom espagnol. Le premier nom de famille, en général paternel, est Milà ; le second, en général maternel, souvent omis, est Romeu.
Leonora Milà i Romeu (Vilanova i la Geltrú, 1942) est une pianiste et compositrice espagnole.

## Biographie
Leonora Milà naît né à Vilanova i la Geltrú près de Barcelone en 1942, au sein d'une famille aux forts liens avec le monde de la musique : son père, Josep Milà, étant un violoncelliste membre de l'Orchestre Pau Casals et de l'Orchestre du Grand Théâtre du Liceu de Barcelone. Disciple de la pédagogue Maria Canals, Leonora Milà reçoit le qualificatif d'enfant prodige en 1949, grâce aux deux concerts qu'elle offre au Palais de la musique Catalane, alors qu'elle a six ans. Elle interprète seule, une de ses œuvres et le concerto pour piano et orchestre Kv 488 de Mozart,  accompagnée par l'orchestre Ciutat de Barcelone.
La carrière internationale de l'artiste catalane commence lorsqu'elle a douze ans, dans un programme de la BBC  à Londres, où elle interprète des pièces pour piano d'Enrique Granados et Manuel de Falla. Cette prestation lui ouvre les portes de la capitale britannique et un an après, en 1955, elle se produit au Royal Albert Hall dans les Nuits dans les jardins de l'Espagne de Falla, avec l'Orchestre philharmonique de Londres et sous direction de Rudolph Dunbar.
Gagnante du Concours international de musique Maria Canals de Barcelone en 1966 et finaliste du Concours Viotti de Vercelli en Italie, Leonora Milà est accompagnée, tout au long de sa carrière, par son versant d'interprète et celui de compositrice. Elle effectue de longues tournées en Europe, aux États-Unis et en Asie où Leonora Milà est la première artiste espagnole à se produire en République populaire de Chine (1979), à enregistrer un disque avec l'orchestre symphonique national de Chine (1988) et la première compositrice à créer un ballet à Saint-Pétersbourg, d'après Tirant le Blanc, roman de cavaleries écrit par Joanot Martorell au XVe siècle, transformée en partition d'un ballet de deux heures par le danseur et chorégraphe russe Iuri Petukhov. Grâce à cette œuvre, Milà reçoit le Prix international de la culture Catalane, accordé à Valence en 1995. L'année suivante, Tirant le Blanc est créé au Grand Théâtre du Liceu avec la compagnie de ballet de Saint-Pétersbourg. Le réalisateur de cinéma Antoni Ribas est charge de filmer pour une retransmission télévisée, également éditée en DVD.
L'œuvre écrite par Leonora Milà, représente plus de cent partitions, notamment quatre concertos pour piano et orchestre, un disque de récital consacrée aux habaneras pour piano, des mélodies pour voix et piano, basées sur textes de poètes tels que Goethe, Salvador Espriu et Joan Maragall et deux ballets brefs intitulé « Pintor Lee » et « Drame à trois », enregistrés par l'orchestre symphonique de Saint-Pétersbourg du théâtre Moussorgski.
Leonora Milà a publié d'une trentaine de disques, autant en récital que soliste accompagnée d'orchestres de renom international. Son répertoire est basé sur l'œuvre de grands compositeurs comme Maurice Ravel, Claude Debussy, Ludwig van Beethoven, Robert Schumann et Felix Mendelssohn et plus particulièrement, sa version du Clavier bien tempéré de Bach, que la critique spécialisée considère comme version « de référence » ainsi que les interprétations au piano des compositeurs classiques espagnols Manuel de Falla, Enrique Granados, Isaac Albéniz et Joaquín Turina, qui lui ont valu la reconnaissance unanime du public.
Les œuvres de Leonora Milà sont éditées et distribuées par l'International Music Company (New York) et DINSIC Publicacions Musicals (Barcelone).

## Discographie
- Ravel, Concertos pour piano (1973)
- Hommage à Manuel de Falla (1976)
- Schumann, Carnaval (1978)
- Debussy, œuvres pour piano (1981)
- Bach, Le Clavier bien tempéré (1983)
- Musique espagnole pour piano et orchestre : Falla, Milà, Turina et Guridi (1986)
- Musique espagnole : Falla, Turina, Guridi, Milà (1986)
- Beethoven, Triple Concerto (1990)
- Tirant le Blanc, Ballet (1992)
- Habaneras pour piano (1992)
- Falla et Granados, Œuvres pour piano (1994)
- Bach, Inventions et Sinfonia (1996)
- Milà, Music pour deux chorégraphies (2000)
- Milà joue Falla (2009)
- Schumann et Mendelssohn, Œuvres pour piano (2013)

## Orchestres et ensembles avec lesquels elle a travaillé

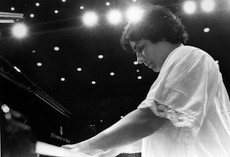
Leonora Milà lors d'un concert à Hong Kong.

- Orchestre philharmonique de Londres
- Orchestre philharmonique de Liverpool
- Orchestre de la Suisse Romande
- Orchestre philharmonique de Hong Kong
- Orchestre philharmonique de Monte-Carlo
- Orchestre symphonique de la Radiotélévision Espagnole
- Orchestre symphonique de Barcelone et national de Catalogne
- Orchestre symphonique de Manille
- Orchestre symphonique de Saint-Pétersbourg du théâtre Moussorgski
- Central Philharmonic of China (China National Symphony Orchestra)
- Orchestre de chambre national de Chine
- Orchestre philharmonique Paderewski
- Staatsorchester Braunschweig
- Orchestre symphonique de Perth
- Orchestre philharmonique de Dundee
- North Staffordshire Symphony Orchestra
- Gävleborgs Symfoniorkester
- Orkiestra Symfoniczna Filharmonii Lódzkiej
- Orkiestra Symfoniczna Filharmonii Rybnicka
- Orkiestra Symfoniczna Filharmonii Poznańskiej
- Camerata Eduard Toldrà
- The Arctic Chamber Orchestra of Alaska
- Orchestre symphonique de Navarre Pablo Sarasate
- The Slovak State Philharmonic Kosice
- Orchestre du Domaine Musical
- Berliner Streichquintett
- Quatuor de Barcelone

## Chefs d'orchestre avec qui elle a travaillé

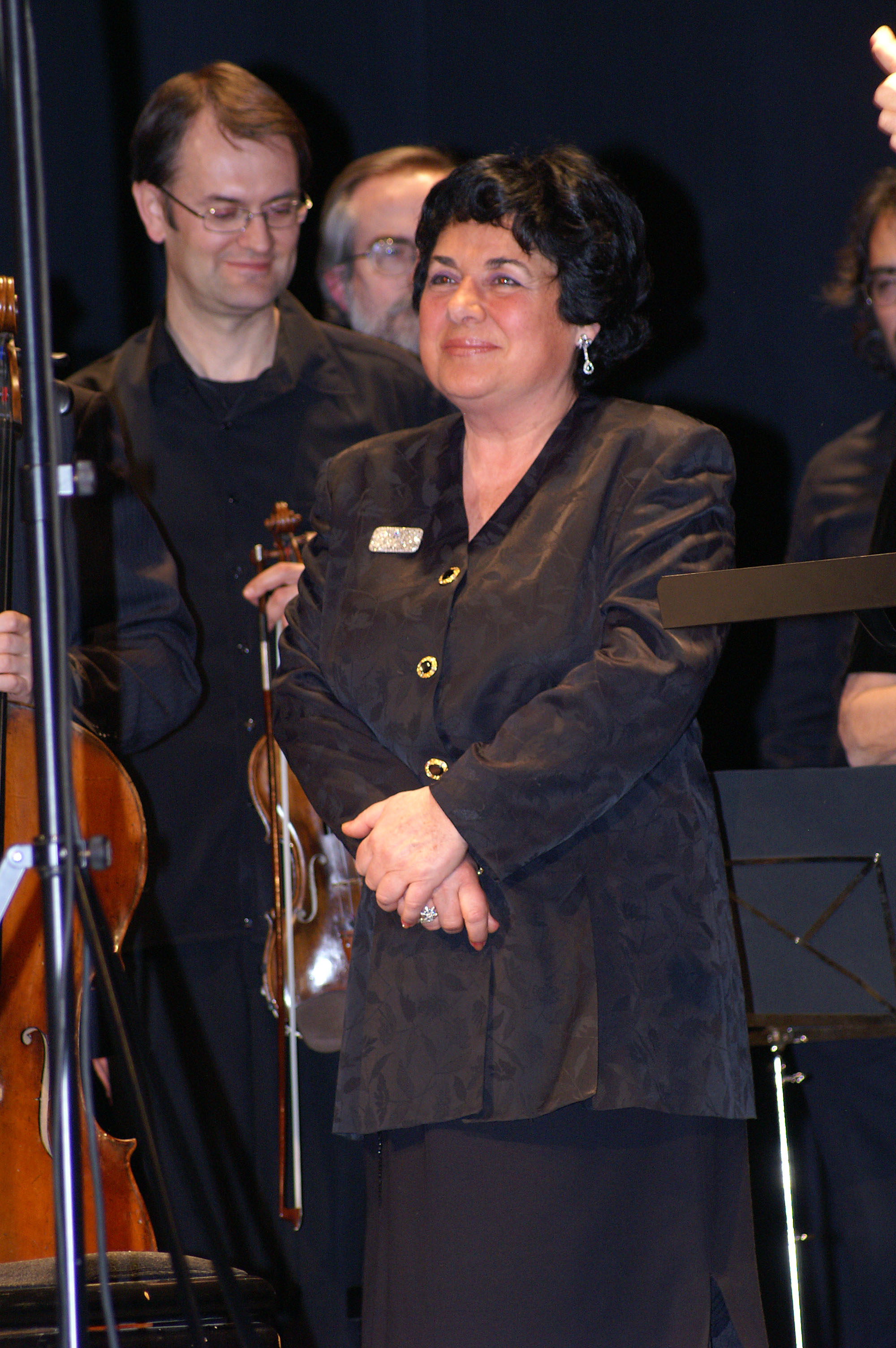
Leonora Milà en 2006.

- Eduard Toldrà
- Jacques Bodmer
- Jonas Alber
- Rudolph Dunbar
- Li Delun
- Moshe Atzmon
- Pierre Colombo
- Belle de Csillery
- Renard Czajkowski
- Miguel Angel Gómez Martínez
- Han Zhongjie
- Joan Pich Santasusana
- John Pritchard
- Alun Francis
- En Shao
- Gordon Wright
- Brian Wright
- Radomil Eliska
- Urs Voegelin
- Salvador Brotons

## Vidéographie
- Leonora Milà : música integral, documentaire de Bernat Deltell (produit par El Far Blau en 2008 ; durée : 58 min) (OCLC 900478397) avec Leonara Milà, piano ; Jose Enrique Bagaría, Miquel Farré, Maria Dolors Nolla, piano ; Carles Masdeu, ténor ; Maria Àngels Sarroca, soprano.